# Abdón Porte
Abdón Porte (Libertad, 1893 – Montevideo, 5 marzo 1918) è stato un calciatore uruguaiano, di ruolo centrocampista.

## Carriera
Crebbe calcisticamente nel club del Colón di Montevideo, con cui esordì in campionato nel 1910. Nel 1911, dopo una breve parentesi nel club (oggi scomparso) del Libertad, Porte si guadagnò la chiamata del Nacional. Dei tricolores divenne subito un pilastro, collezionando 270 presenze in 6 stagioni e conquistando quattro titoli nazionali (1912, 1915, 1916, 1917). Nello stesso 1917 vinse anche il Campeonato Sudamericano con la maglia dell'Uruguay, pur non venendo mai impiegato dal CT Ramón Platero.
In effetti fu proprio durante il 1917 che la stoffa dell'Indio cominciò a scalfirsi: Porte iniziò a conoscere le prime panchine e il lento ma inesorabile declino lo fece progressivamente cadere nella depressione. Il 4 marzo 1918 Porte disputò tutto l'incontro di campionato tra il Nacional e il Charley Solferino, vinto dai tricolores 3-1. La sera stessa, com'era d'abitudine in caso di vittoria, l'intera squadra si riunì in sede per una piccola festa. Porte sembrava sereno, ma al termine della festa, anziché dirigersi a casa, si recò al Parque Central, lo stadio del Nacional. Qui, intorno alle due del mattino (secondo le testimonianze di alcune persone residenti nella zona, che affermarono di aver sentito una deflagrazione a quell'ora), si sparò un colpo di pistola al cuore. La mattina fu trovato riverso in una pozza di sangue al centro del campo di gioco dal custode dello stadio: teneva in mano due foglietti, uno al presidente del Nacional José María Delgado e l'altro all'anziana madre, nei quali chiedeva perdono per il gesto e di essere sepolto nel Cementerio de la Teja a fianco di Bolívar e Carlitos Cespedes, leggendari calciatori del Nacional dei primi del Novecento, morti anni prima di vaiolo.
Il suicidio di Porte lasciò esterrefatto il calcio uruguaiano e la storia dell'Indio è tutt'oggi raccontata come esempio di grande amore per il calcio. Il Nacional gli ha dedicato una curva del Parque Central.
Il nipote di Porte, Roberto Porta, sarebbe divenuto una gloria del calcio uruguaiano, vestendo anch'egli la casacca del Nacional (e pure quella dell'Inter) e della nazionale uruguaiana (e anche di quella italiana).

## Palmarès

### Club

#### Competizioni nazionali
- Campionato uruguaiano: 4

Nacional: 1912, 1915, 1916, 1917

### Nazionale
- Coppa America: 1

1917